# CD34
CD34（cluster of differentiation 34）は、ヒト、マウス、ラットやその他の種においてCD34遺伝子にコードされる膜貫通型リン酸化糖タンパク質である。
CD34という名称は、細胞表面抗原を特定するCD分類に由来する。CD34はCivinらとTindleらによって独立に、造血幹細胞において細胞間接着因子として機能する細胞表面糖タンパク質として記載された。CD34は造血幹細胞を骨髄の細胞外マトリックスへ、もしくは直接的に間質細胞へ接着を媒介している可能性がある。臨床的には、CD34は骨髄移植のための造血幹細胞の選別や増幅と関係している。こうした組織学的・臨床的関連により、CD34の発現は造血幹細胞と関連付けられることが多いが、実際にはCD34は他の多くの細胞種にも存在している。

## 機能
CD34は1回膜貫通型シアロムチンタンパク質ファミリーの一員であり、初期の造血前駆細胞や血管関連前駆細胞で発現を示す。しかしながら、その正確な機能に関してはほとんど知られていない。
CD34はT細胞がリンパ節に進入するために必要な重要な接着分子である。CD34はリンパ節の内皮で発現しており、T細胞上のL-セレクチンが結合する。他の条件下では、CD34は「テフロン」のように作用して肥満細胞、好酸球、樹状細胞の前駆細胞の接着を防ぐ役割を果たしたり、血管内腔の開口を促進したりすることが示されている。また、CD34は好酸球や樹状細胞の前駆細胞のケモカイン依存的な遊走において、より選択的な役割を果たしている可能性も示唆されている。その作用機序がいかなるものであれ、あらゆる条件下でCD34やその類縁体であるポドカリキシン、エンドグリカンは細胞遊走を促進する作用を示す。

## 発現
さまざまな組織の非造血系細胞においても、CD34の存在は前駆細胞もしくは成体幹細胞表現型と関係している。
マウスやヒトで最も高い自己複製能を示す造血細胞である長期造血幹細胞（LT-HSC）は、分化系統が決定した細胞を除去した細胞集団（Lin−）におけるCD34陽性かつCD38陰性（CD34+CD38−）の細胞であることが示されている。その後の研究では、Lin−CD34+CD38−細胞集団内において、ローダミンの保持が少ない画分にLT-HSCが同定されることが報告されている。
一方マウスの造血幹細胞の中でCD34を発現しているものは約20%であり、その発現は可逆的に刺激される場合も抑制される場合もある。

## 臨床応用
CD34陽性細胞数測定は、造血幹細胞移植に用いられる造血幹細胞の数の定量のために臨床的に利用されることが多い。一般的にCD34は細胞量の有用なマーカーとなるが、一部の条件下ではCD34＋定量が信頼性に欠けるものである可能性を示す証拠が得られている。CD34＋細胞は血液試料から免疫磁気分離によって単離され、移植片対宿主病の発生率の低いCD34陽性細胞移植に用いられる。
CD34＋造血幹細胞の注入は、脊髄損傷、肝硬変、末梢血管疾患などさまざまな疾患の治療に臨床応用されている。

## 相互作用
CD34はCRKLと相互作用することが示されている。

## 関連文献
- “The role of the fibrocyte, a bone marrow-derived mesenchymal progenitor, in reactive and reparative fibroses”. Laboratory Investigation; A Journal of Technical Methods and Pathology 87 (9):  858–870. (September 2007). doi:10.1038/labinvest.3700654. PMID 17607298.
- “Molecular cloning of a cDNA encoding CD34, a sialomucin of human hematopoietic stem cells”. Journal of Immunology 148 (1):  267–271. (January 1992). PMID 1370171.
- “Structure of the gene encoding CD34, a human hematopoietic stem cell antigen”. Genomics 12 (4):  788–794. (April 1992). doi:10.1016/0888-7543(92)90310-O. PMID 1374051.
- “Expression of the CD34 gene in vascular endothelial cells”. Blood 75 (12):  2417–2426. (June 1990). doi:10.1182/blood.V75.12.2417.2417. PMID 1693532.
- “Activated protein kinase C directly phosphorylates the CD34 antigen on hematopoietic cells”. The Journal of Biological Chemistry 265 (19):  11056–11061. (July 1990). doi:10.1016/S0021-9258(19)38556-4. PMID 1694174.
- “Structural and partial amino acid sequence analysis of the human hemopoietic progenitor cell antigen CD34”. Leukemia 2 (12):  793–803. (December 1988). PMID 2462139.
- “Two alternative forms of cDNA encoding CD34”. Experimental Hematology 21 (2):  236–242. (February 1993). PMID 7678811. INIST:4784611.
- “Characterization of hematopoietic progenitors from human yolk sacs and embryos”. Blood 86 (12):  4474–4485. (December 1995). doi:10.1182/blood.V86.12.4474.bloodjournal86124474. PMID 8541536.
- “Aorta-associated CD34+ hematopoietic cells in the early human embryo”. Blood 87 (1):  67–72. (January 1996). doi:10.1182/blood.V87.1.67.67. PMID 8547678.
- “Generation and analysis of 280,000 human expressed sequence tags”. Genome Research 6 (9):  807–828. (September 1996). doi:10.1101/gr.6.9.807. PMID 8889549.
- “The characterization, molecular cloning, and expression of a novel hematopoietic cell antigen from CD34+ human bone marrow cells”. Blood 89 (8):  2706–2716. (April 1997). doi:10.1182/blood.V89.8.2706. PMID 9108388.
- “Peripheral blood-derived CD34+ progenitor cells: CXC chemokine receptor 4 and CC chemokine receptor 5 expression and infection by HIV”. Journal of Immunology 161 (8):  4169–4176. (October 1998). PMID 9780190.
- “Synergistic action of stem-cell factor and interleukin-7 in a human immature T-cell line”. Immunology 96 (2):  202–206. (February 1999). doi:10.1046/j.1365-2567.1999.00674.x. PMC 2326741. PMID 10233696.
- “Sulfotransferases of two specificities function in the reconstitution of high endothelial cell ligands for L-selectin”. The Journal of Cell Biology 145 (4):  899–910. (May 1999). doi:10.1083/jcb.145.4.899. PMC 2133194. PMID 10330415.
- “Chemokine SDF-1 enhances circulating CD34(+) cell proliferation in synergy with cytokines: possible role in progenitor survival”. Blood 95 (3):  756–768. (February 2000). doi:10.1182/blood.V95.3.756. PMID 10648383.[リンク切れ]
- “The adapter protein CrkL associates with CD34”. Blood 97 (12):  3768–3775. (June 2001). doi:10.1182/blood.V97.12.3768. PMID 11389015.
- “Use of pathology-specific peripheral blood CD34 thresholds to predict leukapheresis CD34 content with optimal accuracy: a bicentric analysis of 299 leukaphereses”. Annals of Hematology 80 (11):  639–646. (November 2001). doi:10.1007/s002770100365. PMID 11757722.
- “Differential long-term and multilineage engraftment potential from subfractions of human CD34+ cord blood cells transplanted into NOD/SCID mice”. Proceedings of the National Academy of Sciences of the United States of America 99 (1):  413–418. (January 2002). Bibcode: 2002PNAS...99..413H. doi:10.1073/pnas.012336799. JSTOR 3057551. PMC 117574. PMID 11782553. INIST:13429907.
- “Receptor-mediated endocytosis of CD34 on hematopoietic cells after stimulation with the monoclonal antibody anti-HPCA-1”. Journal of Hematotherapy & Stem Cell Research 10 (6):  863–871. (December 2001). doi:10.1089/152581601317210953. PMID 11798512.
- “Differential regulation of the human and murine CD34 genes in hematopoietic stem cells”. Proceedings of the National Academy of Sciences of the United States of America 99 (9):  6246–6251. (April 2002). Bibcode: 2002PNAS...99.6246O. doi:10.1073/pnas.092027799. JSTOR 3058657. PMC 122934. PMID 11983914.
- “Immature CD34+CD19- progenitor/stem cells in TEL/AML1-positive acute lymphoblastic leukemia are genetically and functionally normal”. Blood 100 (2):  640–646. (July 2002). doi:10.1182/blood.V100.2.640. PMID 12091359.